# Villiers-en-Morvan
Villiers-en-Morvan è un comune francese di 42 abitanti situato nel dipartimento della Côte-d'Or nella regione della Borgogna-Franca Contea.

## Società

### Evoluzione demografica
Abitanti censiti